# Bulgarischer Fußballpokal 1994/95
Der Bulgarischer Fußballpokal 1994/95 war die 55. Austragung des Pokalwettbewerbs im Fußball in Bulgarien. Pokalsieger wurde Lokomotive Sofia. Das Team setzte sich im Finale gegen Botew Plowdiw durch. Durch den Sieg qualifizierte sich Lokomotive für den Europapokal der Pokalsieger 1995/96.

## Modus
Bis auf das Finale wurde der Sieger in Hin- und Rückspiel ermittelt. Bei Torgleichheit entschied zunächst die Anzahl der auswärts erzielten Tore, danach eine Verlängerung und falls erforderlich ein Elfmeterschießen.

Teilnehmer: 8 Drittligisten, 8 Zweitligisten und die 16 Erstligisten, die sich für diese Runde qualifizierten.
| Datum             |                               | Gesamt    |                              | Hinspiel | Rückspiel |
| ----------------- | ----------------------------- | --------- | ---------------------------- | -------- | --------- |
| 23.11./06.12.1994 | FK Dschebel (III)             | 1:13      | ZSKA Sofia (I)               | 0:1      | 01:12     |
| 23.11./06.12.1994 | Lewski-1914 Sofia (I)         | 8:2       | Tundscha Jambol (III)        | 6:0      | 2:2       |
| 23.11./07.12.1994 | Rodopa Smoljan (III)          | 3:6       | Owetsch Prowadija (II)       | 3:3      | 1 0:3 1   |
| 23.11./07.12.1994 | Tscherno More Warna (II)      | 3:4       | FK Kremikowzi (III)          | 3:3      | 0:1       |
| 23.11./07.12.1994 | Olimpik Galata (III)          | 4:6       | Beroe Stara Sagora (I)       | 3:0      | 1:6 n. V. |
| 23.11./07.12.1994 | Olimpik Twardiza (III)        | 2:5       | FC Dunaw Russe (II)          | 1:1      | 1:4       |
| 23.11./07.12.1994 | Neftochimik Burgas (I)        | 2:1       | Lok Gorna Orjachowiza (I)    | 0:1      | 2:0 n. V. |
| 23.11./07.12.1994 | FC Pirin Goze Deltschew (II)  | 0:7       | Spartak Warna (II)           | 0:1      | 0:6       |
| 23.11./07.12.1994 | Tschawdar Bjala Slatina (III) | 4:2       | Litex Lowetsch (I)           | 3:1      | 1:1       |
| 23.11./07.12.1994 | Akademik Sofia (II)           | 2:8       | Etar Weliko Tarnowo (I)      | 1:2      | 1:6       |
| 23.11./07.12.1994 | Lokomotive Sofia (I)          | 13:00     | Akademik Gabrowo (III)       | 7:0      | 6:0       |
| 23.11./07.12.1994 | FK Schumen (I)                | 3:4       | PFC Dobrudscha Dobritsch (I) | 2:3      | 1:1       |
| 23.11./07.12.1994 | FK Spartak Plewen (II)        | 2:3       | Pirin Blagoewgrad (I)        | 2:0      | 0:3       |
| 23.11./07.12.1994 | PFK Montana (I)               | 7:2       | Belasiza Petritsch (II)      | 6:0      | 1:2       |
| 23.11./07.12.1994 | Botew Plowdiw (I)             | 6:4       | Slawia Sofia (I)             | 4:2      | 2:2       |
| 23.11./07.12.1994 | Lokomotive Plowdiw (I)        | (a)1:1(a) | Spartak Plowdiw (I)          | 0:0      | 1:1       |

## Achtelfinale
| Datum             |                        | Gesamt    |                              | Hinspiel | Rückspiel |
| ----------------- | ---------------------- | --------- | ---------------------------- | -------- | --------- |
| 15.02./08.03.1995 | Neftochimik Burgas (I) | 5:4       | Lewski-1914 Sofia (I)        | 2:2      | 3:2       |
| 18.02./08.03.1995 | Lokomotive Plowdiw (I) | 4:7       | Botew Plowdiw (I)            | 3:5      | 1:2       |
| 18.02./08.03.1995 | Pirin Blagoewgrad (I)  | 1:2       | PFK Montana (I)              | 0:1      | 1:1       |
| 18.02./08.03.1995 | Tundscha Jambol (III)  | (a)2:2(a) | Beroe Stara Sagora (I)       | 2:1      | 0:1       |
| 18.02./08.03.1995 | Owetsch Prowadija (II) | 0:2       | Etar Weliko Tarnowo (I)      | 0:0      | 0:2       |
| 22.02./08.03.1995 | FK Kremikowzi (III)    | 1:3       | Spartak Warna (II)           | 0:2      | 1:1       |
| 01.03./08.03.1995 | ZSKA Sofia (I)         | 4:1       | PFC Dobrudscha Dobritsch (I) | 3:1      | 1:0       |
| 01.03./08.03.1995 | FC Dunaw Russe (II)    | 0:1       | Lokomotive Sofia (I)         | 0:1      | 0:0       |

## Viertelfinale
| Datum             |                         | Gesamt |                        | Hinspiel | Rückspiel |
| ----------------- | ----------------------- | ------ | ---------------------- | -------- | --------- |
| 05.04./03.05.1995 | PFK Montana (I)         | 6:2    | Beroe Stara Sagora (I) | 5:0      | 1:2       |
| 05.04./03.05.1995 | Etar Weliko Tarnowo (I) | 1:4    | Botew Plowdiw (I)      | 0:0      | 1:4       |
| 05.04./03.05.1995 | Spartak Warna (II)      | 0:8    | Neftochimik Burgas (I) | 0:6      | 0:2       |
| 05.04./03.05.1995 | Lokomotive Sofia (I)    | 2:1    | ZSKA Sofia (I)         | 1:0      | 1:1       |

## Halbfinale
| Datum             |                        | Gesamt |                      | Hinspiel | Rückspiel |
| ----------------- | ---------------------- | ------ | -------------------- | -------- | --------- |
| 10.05./17.05.1995 | Neftochimik Burgas (I) | 1:2    | Lokomotive Sofia (I) | 0:1      | 1:1 n. V. |
| 10.05./17.05.1995 | PFK Montana (I)        | 04:11  | Botew Plowdiw (I)    | 2:5      | 2:6       |

## Finale
| Paarung          | Botew Plowdiw – Lokomotive Sofia |
| Ergebnis         | 2:4 (1:2) |
| Datum            | 27. Mai 1995 |
| Stadion          | Wassil-Lewski-Stadion, Sofia |
| Zuschauer        | 12.000 |
| Schiedsrichter   | Ion Crăciunescu ( Rumänien) |
| Tore             | 1:0 Boris Chwojnew (12.) 1:1 Dontscho Donew (28.) 1:2 Jasen Petrow (45.) 1:3 Jordan Marinow (55.) 1:4 Simeon Tschilibonow (77.) 2:4 Nasko Sirakow (83.) |
| Botew Plowdiw    | Borislaw Michajlow – Radoslaw Widow, Rumen Dimitrow, Anton Siwinow, Georgi Markow – Ajan Sadakow (61. Stefan Draganow), Rumen Iwanow, Kostadin Widolow – Nasko Sirakow , Boris Chwojnew, Georgi Donkow Cheftrainer: Pawel Panow                                                             |
| Lokomotive Sofia | Rumen Apostolow (90. Aleksandar Minowski) – Anton Welkow, Dimitar Wassew , Iwo Slawtschew, Ivan Radivojević – Jawor Waltschinow, Jordan Marinow, Christo Koilow, Dijan Petkow (68. Simeon Tschilibonow) – Dontscho Donew, Jasen Petrow (61. Waleri Jotschew) Cheftrainer: Radoslaw Sdrawkow |
| Gelbe Karten     | Rumen Iwanow, Ajan Sadakow – Jordan Marinow, Dontscho Donew, Iwo Slawtschew |